# Condado de Viljandi
El condado de Viljandi (en estonio: Viljandi maakond) o Viljandimaa es el nombre de uno de los quince condados en los que está dividida administrativamente Estonia. Está situado en la parte meridional del país y limita con los condados de Pärnu, Järva, Jõgeva, Tartu y Valga. Su capital es Viljandi.

## Historia
Viljandimaa fue un floreciente centro de comercio y poder en la Edad Media. Aún hoy permanecen en el condado algunos castillos en ruinas.

## Gobierno del condado
Cada uno de los condados de los que se compone el país es regido por un gobernador (en estonio: maavanem), elegido cada cinco años por el gobierno central. Actualmente, dicho cargo está en manos de Kalle Küttis.

## Municipios
El condado se subdivide en municipios.
Municipios urbanos:
- Viljandi

Municipios rurales:
- Municipio de Mulgi (Abja-Paluoja)
- Municipio de Põhja-Sakala (Suure-Jaani)
- Municipio de Viljandi (Viljandi)

### Municipios antes de 2017
Hay 3 municipios urbanos (estonio: linn - ciudad) y 9 municipios rurales (estonio: vallad - municipios) en el condado.
Municipios urbanos:
- Mõisaküla
- Viljandi
- Võhma

Municipios rurales:
- Abja (Abja-Paluoja)
- Halliste (Halliste)
- Karksi (Karksi-Nuia)
- Kolga-Jaani (Kolga-Jaani)
- Kõo (Kõo)
- Kõpu (Kõpu)
- Suure-Jaani (Suure-Jaani)
- Tarvastu (Mustla)
- Viljandi (Viljandi)

## Galería

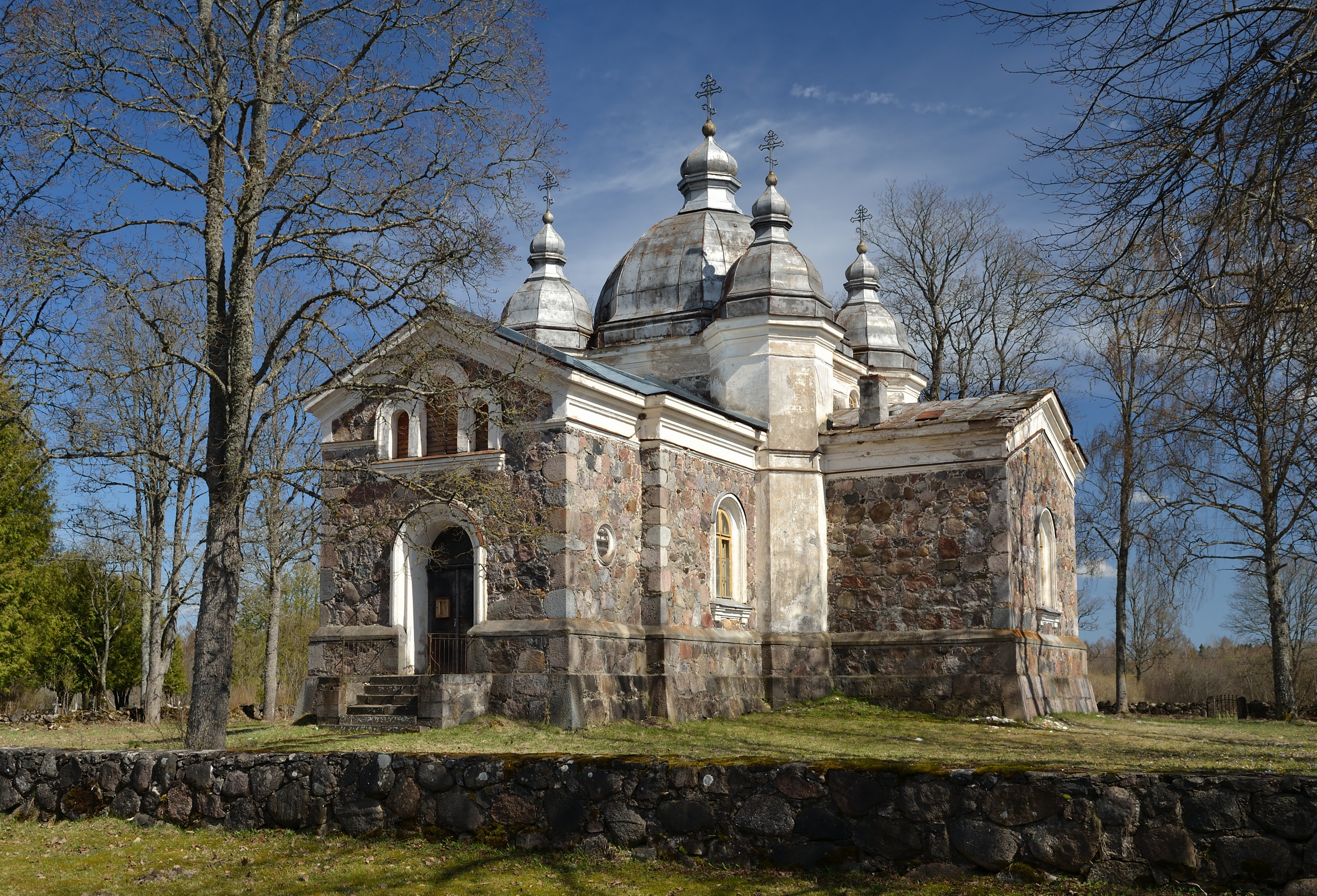
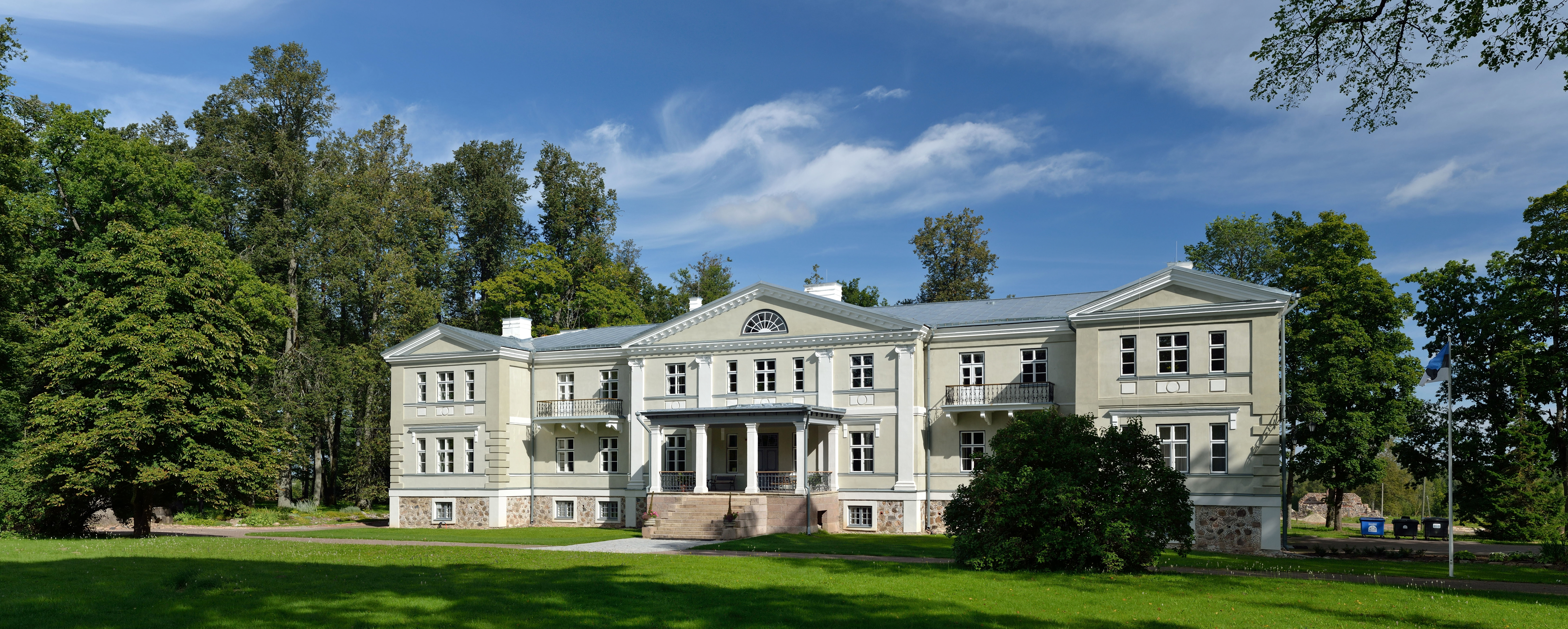
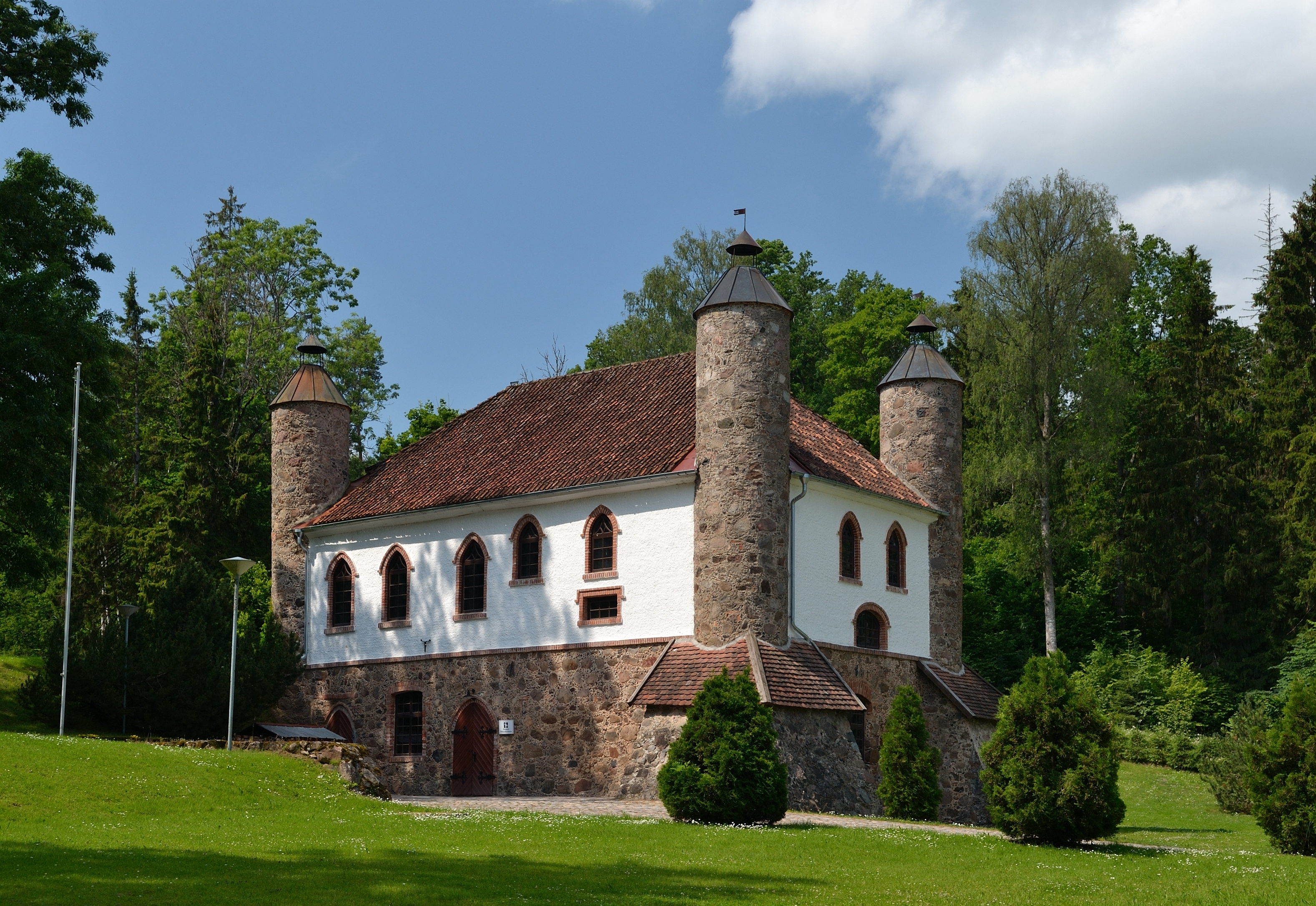
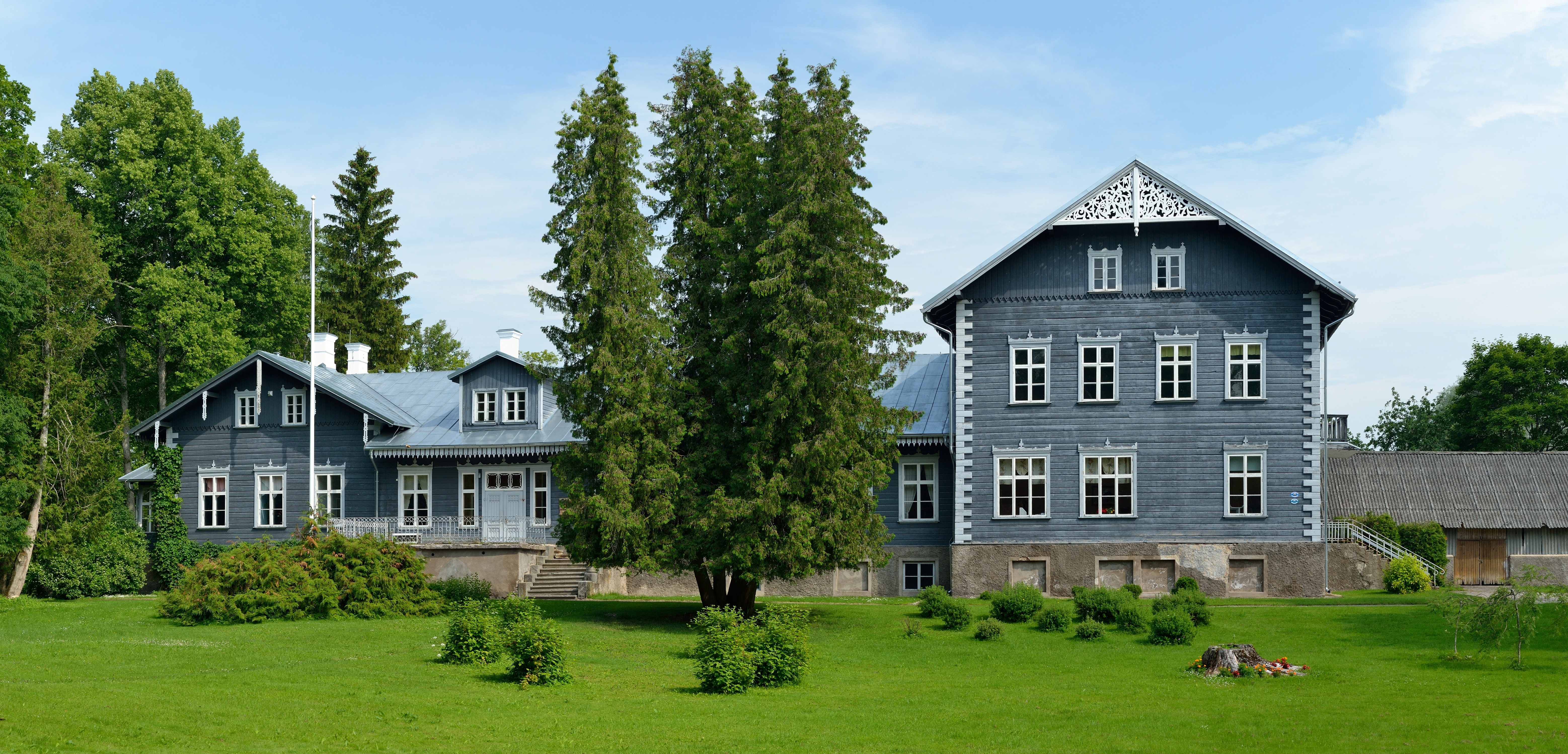
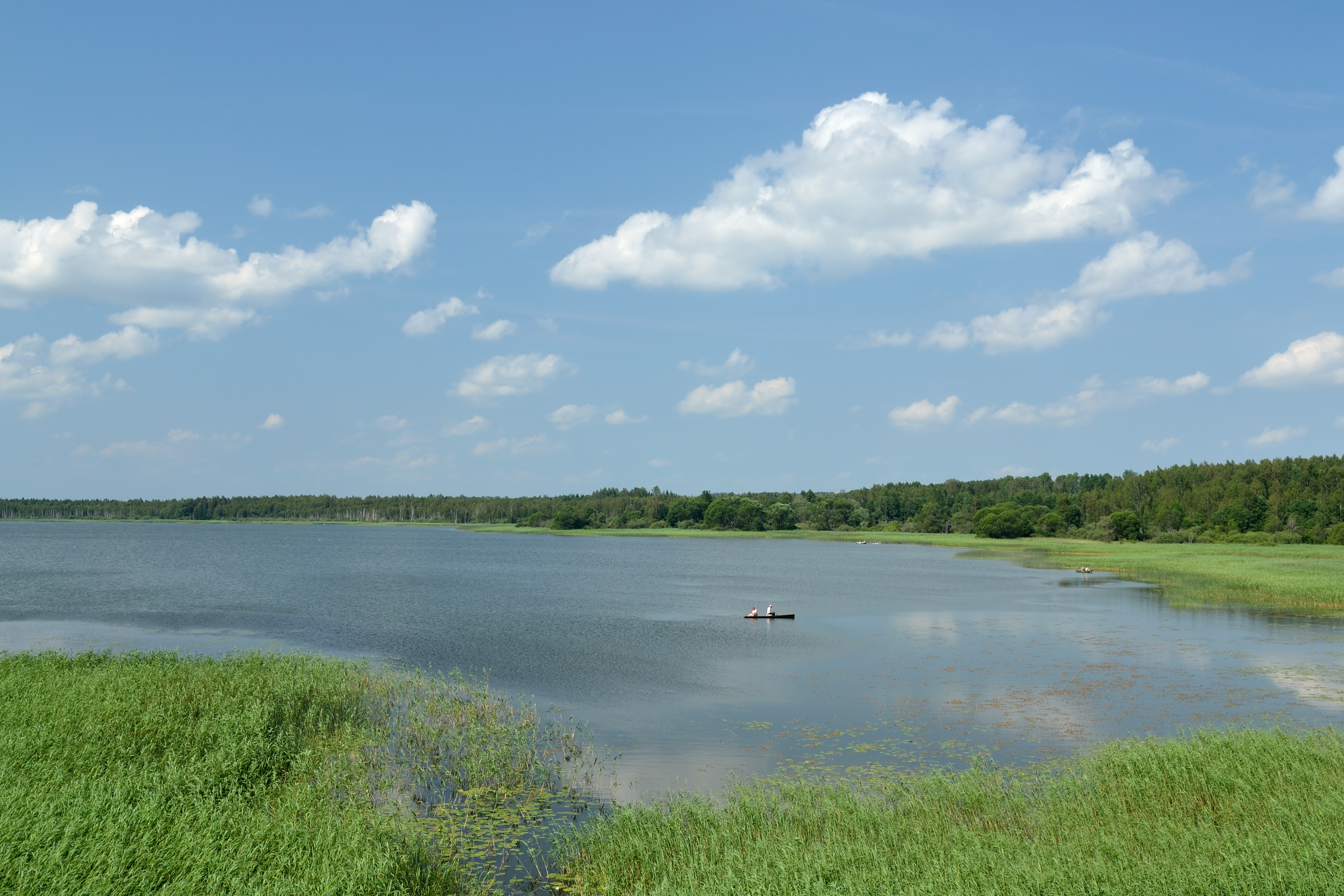